# San Francisco Tenopalco
San Francisco Tenopalco är en ort i Mexiko, tillhörande kommunen Melchor Ocampo i delstaten Mexiko. San Francisco Tenopalco ligger i den centrala delen av landet och tillhör Mexico Citys storstadsområde. Orten hade 3 442 invånare vid folkmätningen 2010 och är kommunens näst största ort. År 2020 hade antalet invånare ökat till 5 086.